# Dinosaur (Kolorado)
Dinosaur – miasto w Stanach Zjednoczonych, w stanie Kolorado, w hrabstwie Moffat.